# Stöcksjön
Stöcksjön är en sjö i Umeå kommun i Västerbotten som ingår i Umeälven-Hörnåns kustområde. Sjön är 4 meter djup, har en yta på 1,7 kvadratkilometer och befinner sig 21 meter över havet. Sjön avvattnas av vattendraget Strömsbäcken. Vid provfiske har abborre, gädda, mört och lake fångats i sjön.
Det är en relativt grund sjö med medeldjup på drygt två meter; det finns dock ett antal djupare svackor med djup ända ner till tio meter. Här finns fina bad- och fiskemöjligheter. I den norra änden av sjön finns campingmöjligheter och badstränder med fin sand. Här ligger också den mindre tätorten Stöcksjö. När det gäller fisket är det särskilt bra pimpelfiskevatten om vintern. Det finns då bra möjligheter att få abborre och gädda. Fisket är också på sommaren av god kvalitet.
Sjön avvattnas via en mindre bäck till Västerfjärden i Umeälvens utlopp.

## Delavrinningsområde
Stöcksjön ingår i delavrinningsområde (707990-171631) som SMHI kallar för Utloppet av Stöcksjön. Medelhöjden är 26 meter över havet och ytan är 5,03 kvadratkilometer. Det finns ett avrinningsområde uppströms, och om det räknas med blir den ackumulerade arean 30,46 kvadratkilometer. Avrinningsområdets utflöde Strömsbäcken mynnar i havet. Avrinningsområdet består mestadels av skog (32 procent), öppen mark (14 procent) och jordbruk (14 procent). Avrinningsområdet har 1,7 kvadratkilometer vattenytor vilket ger det en sjöprocent på 33,8 procent. Bebyggelsen i området täcker en yta av 0,23 kvadratkilometer eller 5 procent av avrinningsområdet.